# アビントン郡区 (ペンシルベニア州モンゴメリー郡)
アビントン郡区（英: Abington Township）は、アメリカ合衆国ペンシルベニア州東部のモンゴメリー郡の郡区（タウンシップ）である。フィラデルフィア市の北縁に接している。2010年国勢調査での人口は55,310 人だった。モンゴメリー郡ではローワー・メリオン・タウンシップに次いで2番目に人口の多い自治体である。人口密度は3,603.3 人/平方マイル (1,391.2 人/km2) であり、これはチェルトナム・タウンシップに次いで郡内第2位である。
アビントン・タウンシップは1700年より前からの歴史があってモンゴメリー郡で最古クラスの町であり、1704年に法人化された。郡内最古の輸送路、工場、教会がある。これら古い企業や交通センターが現代のアビントンの前身だった。アビントンにはウィロウ・グローブ・パーク・モールがあり、幾つかの小企業や、郡内の大手雇用主の幾つかがある。

## 歴史
今日アビントンを構成する土地は、1680年代にウィリアム・ペンがレナペ族インディアンから購入したものだった。その後の10年間で、一握りのヨーロッパ人開拓者が、サスケハナ・ストリート道路とオールドヨーク道路の交差点にヒル・タウンシップを構築し、住んだ。この町はその他の名前でも短期間過ごした後に、1704年、アビントンとして法人化された。名前の由来は不明である。1734年の調査では土地所有者42人が数えられた。アメリカ独立戦争のとき、エッジヒルで小さな戦闘が起こった。
幾つかの機関がその存在の大半を通じてアビントンにあった。アビントンの法人化時期以前から運営されていたアビントン・フレンズ学校の当初の礎石は、現在の校舎に使われている。アビントン長老派教会は町の初期に開設された。最初の建物は無くなったが、墓地は現在も使われている。
1885年、町に鉄道が開通した。最初の駅舎は1873年に現在のノーブル駅がある場所に建てられた。
アビントン・シニア高校とフォックス・チェイス農園がアメリカ合衆国国家歴史登録財に指定されている。

## 地理
アメリカ合衆国国勢調査局に拠れば、領域全面積は15.5平方マイル (40 km2)であり、このうち陸地15.4平方マイル (40 km2)、水域は0.1平方マイル (0.3 km2)である。

## 地区
アビントンには下記15の地区（コミュニティ）がある。
- アビントン
- アーズリー
- クレストモント
- エルキンスパーク
- グレンサイド
- ハリウッド
- ハンティンドンバレー
- マッキンリー
- メドウブルック
- ノーブル
- ノースヒルズ
- ロスリン
- ロイチェスター
- ライダル
- ウィロウグローブ

これらの地区は非公式、未法人化地区であり、おおよそ選挙区と小学校の位置に相当している。地区としての識別とは別に、その重要さは郵便制度である（例えばグレンサイドの宛名に郵便を送る時は、アビントン・タウンシップとは書かずにペンシルベニア州グレンサイドとする）。さらにこれら地区のある部分は実際にタウンシップの地区として認識されている。
土地の市民組織には、クレストモント、グレンサイド、ハリウッド、ローワーハンティンドンバレー、マッキンリー、ライダル・メドウブルック、トールツリーズの各市民協会がある。これら教会は偶数年に交通サミット、奇数年に経済サミットを開催している。このサミットは町の企業の成長を阻害する交通混雑を排除することに力点がある。ペンシルベニア州交通省の交通緩和ハンドブックは地方で交通諮問委員会を結成して、町の安全性を改善するための方法を地方政府と協業して進めることを推奨している。
| アビントンの気候          | アビントンの気候 | アビントンの気候 | アビントンの気候 | アビントンの気候 | アビントンの気候 | アビントンの気候 | アビントンの気候 | アビントンの気候 | アビントンの気候 | アビントンの気候 | アビントンの気候 | アビントンの気候 | アビントンの気候 |
| 月                        | 1月              | 2月              | 3月              | 4月              | 5月              | 6月              | 7月              | 8月              | 9月              | 10月             | 11月             | 12月             | 年               |
| ------------------------- | ---------------- | ---------------- | ---------------- | ---------------- | ---------------- | ---------------- | ---------------- | ---------------- | ---------------- | ---------------- | ---------------- | ---------------- | ---------------- |
| 平均最高気温 °F （°C）    | 37 (3)           | 42 (6)           | 50 (10)          | 62 (17)          | 72 (22)          | 81 (27)          | 85 (29)          | 84 (29)          | 77 (25)          | 65 (18)          | 54 (12)          | 43 (6)           | 62.7 (17)        |
| 平均最低気温 °F （°C）    | 21 (−6)          | 42 (6)           | 32 (0)           | 41 (5)           | 51 (11)          | 63 (17)          | 67 (19)          | 65 (18)          | 56 (13)          | 43 (6)           | 34 (1)           | 26 (−3)          | 45.1 (7.3)       |
| 降水量 inch （mm）        | 3.44 (87.4)      | 3.01 (76.5)      | 4.32 (109.7)     | 4.12 (104.6)     | 4.37 (111)       | 4.60 (116.8)     | 5.05 (128.3)     | 3.98 (101.1)     | 4.53 (115.1)     | 3.82 (97)        | 3.94 (100.1)     | 4.23 (107.4)     | 49.41 (1,255)    |
| 出典：The Weather Channel |                  |                  |                  |                  |                  |                  |                  |                  |                  |                  |                  |                  |                  |

## 人口動態
2010年国勢調査時点での人種別人口構成は、白人79.7%、黒人12.4%、インディアン0.1%、アジア系4.9%、混血2.1%、ヒスパニック系3.2%となっていた。
以下は2008年時点の国勢調査局推計値である
| 基礎データ - 人口: 55,234 人 - 世帯数: 21,252 世帯 - 家族数: 14,819 家族 - 人口密度: 1,377人/km2（3,563 人/mi2 人種別人口構成 - 白人: 80% - アフリカン・アメリカン: 12% - アジア人: 3% - 太平洋諸島系: 0.0% - その他の人種: 1% - 混血: 3% - ヒスパニック・ラテン系: 3% 年齢別人口構成 - 18歳未満: 22% - 18-24歳: 9% - 25-44歳: 25% - 45-64歳: 29% - 65歳以上: 16% - 年齢の中央値: 42歳 - 性比（女性100人あたり男性の人口） - 総人口: 88.7 | 世帯と家族（対世帯数） - 18歳未満の子供がいる: 32% - 結婚・同居している夫婦: 56% - 未婚・離婚・死別女性が世帯主: 11% - 非家族世帯: 30% - 単身世帯: 26% - 65歳以上の老人1人暮らし: 12% - 平均構成人数 - 世帯: 2.56人 - 家族: 3.11人 収入と家計 - 収入の中央値 - 世帯: 77,363米ドル - 家族: 94,473米ドル - 性別 - 男性: 40,009米ドル - 女性: 29,825米ドル - 人口1人あたり収入: 38,737米ドル - 貧困線以下 - 対人口: 3% - 対家族数: 2% - 18歳未満: 1% - 65歳以上: 5% |

## 政治と政府
| 年     | 共和党       | 民主党       |
| ------ | ------------ | ------------ |
| 2012年 | 35.7% 11,253 | 63.1% 19,871 |
| 2008年 | 34.4% 11,244 | 64.8% 21,210 |
| 2004年 | 38.0% 12,116 | 61.7% 19,667 |
| 2000年 | 38.4% 16,586 | 59.0% 10,808 |
| 1996年 | 37.2% 9,670  | 53.6% 13,933 |
| 1992年 | 37.9% 13,933 | 46.3% 13,736 |

アビントン・タウンシップには首長が居ない。行政委員会が治めており。その委員はタウンシップ内15の選挙区から各1人が選ばれている。委員会の議長は委員の互選で選ばれ、タウンシップ政府の長として務める。
アメリカ合衆国下院議員の選挙でペンシルベニア州第13選挙区に属し、州議会下院では第153選挙区に属している。
2004年、ペンシルベニア州出身の政治学者G・テリー・マドンナ博士とマイケル・ヤング博士が、アビントン・タウンシップを政治的に特に興味ある先行指標だと言った。つまり「今後の国政がどうなるかを地方レベルで占うもの」だと言っている。

## 経済
アビントン・タウンシップの経済は、圧延鋼鈑、化学品、金属製品とプラスチック製品の製造が主である。

### 主要雇用主
アビントン・タウンシップの2012年包括的財務報告書に拠れば、タウンシップ内の主要雇用主は次の通りである。
| 順位 | 雇用主                             | 従業員数 | 地区                 |
| ---- | ---------------------------------- | -------- | -------------------- |
| 1    | アビントン記念病院                 | 4,195    | アビントン           |
| 2    | ホリー・リディーマー医療システム   | 2,061    | ハンティンドンバレー |
| 3    | ウィロウ・グローブ・パーク・モール | 2,025    | ウィロウ・グローブ   |
| 4    | アビントン教育学区                 | 1,073    | アビントン           |
| 5    | SPS テクノロジーズ                 | 822      | ジェンキンタウン     |
| 6    | ペンシルベニア州立大学アビントン校 | 638      | アビントン           |
| 7    | アビントン・タウンシップ政府       | 606      | アビントン           |
| 8    | メイシーズ & ブルーミングデールズ  | 460      | ウィロウ・グローブ   |
| 9    | ジャイアント                       | 337      | ハンティンドンバレー |
| 10   | ターゲット                         | 228      | アビントン           |

### サービスインフラ
アビントン記念病院とホリー・リディーマー病院がタウンシップ内にある。
アルバーソープ公園がアビントン地区にある。アビントン芸術センターは現代美術の美術館である。

## 教育
アビントンの公共教育はアビントン教育学区が管轄している。以下は小学校7校のリストである。
- カッパービーチ小学校
- ハイランド小学校
- マッキンリー小学校
- オーバールック小学校
- ロスリン小学校
- ライダル小学校
- ウィロウヒル小学校

中学校（7年生から9年生）はアビントン・ジュニア高校であり、その上級（10年生から12年生）はアビントン・シニア高校である。
私立高校としてはメドウブルックやアビントン・フレンズ学校がある。ペンシルベニア州立大学アビントン校のキャンパスはライダル地区にある。元々1950年にオゴンツ・キャンパスとして開学されたものである。
1960年代に起きた「アビントン教育学区対シェンプ事件」は、学校での聖書教育の是非を問うたものであり、アメリカ合衆国最高裁判所はこれを違憲だと判断した。
教育学区内の学校は現在一連の改修、改築が行われており、最新式かつ洗練された建物に変わりつつある。

## 著名な出身者
- アマー・G・ボーズ（1929年 - 2013年）  – 実業家、マサチューセッツ工科大学教授、音響機器メーカーボーズの創業者、アビントン・シニア高校卒
- マイケル・バッファー（1944年 - ） – ボクシングとプロレスのリングアナウンサー
- アシュトン・カーター（1954年 - ） – 物理学者、ハーバード大学教授、アメリカ合衆国国防長官
- マシュー・フォックス（1966年 - ） – 俳優、テレビドラマ『LOST』のジャック・シェパード役で有名
- エディ・ジョージ（1973年 - ） – NFLアメリカンフットボール選手、テネシー・タイタンズ他[16]
- ドリュー・グラック（1987年 - ） – プロレスラー
- ジョーイ・ローレンス（1976年 - ） – 俳優
- マシュー・ローレンス（1980年 - ） – 俳優、ジョーイの弟
- ベンジャミン・レイ（1681年 - 1760年） – 慈善事業家、奴隷制度廃止運動家、クエーカー教徒極論者
- ジェイムズ・モロウ（1947年 - ） – SF作家、アビントンで生まれ、小説『Blameless in Abaddon』のモデルがアビントンである。原題もアビントンの捩りである
- P!NK（本名アリシア・ベス・ムーア、1979年 - ） – シンガーソングライター、グラミー賞受賞、女優
- ボブ・サゲット（1956年 - ） – 俳優、コメディアン
- スーザン・シーデルマン（1952年 - ） – 映画監督、代表作は『マドンナのスーザンを探して』や『セックス・アンド・ザ・シティ』
- マイク・ヴォーゲル（1979年 - ） – 俳優、映画『クール・ボーダーズ』や『テキサス・チェーンソー』に出演